# Wyeomyia testei
Wyeomyia testei är en tvåvingeart som beskrevs av Georges Senevet och Emile Abonnenc 1939. Wyeomyia testei ingår i släktet Wyeomyia och familjen stickmyggor.
Artens utbredningsområde är Franska Guyana. Inga underarter finns listade i Catalogue of Life.